# Corrugato

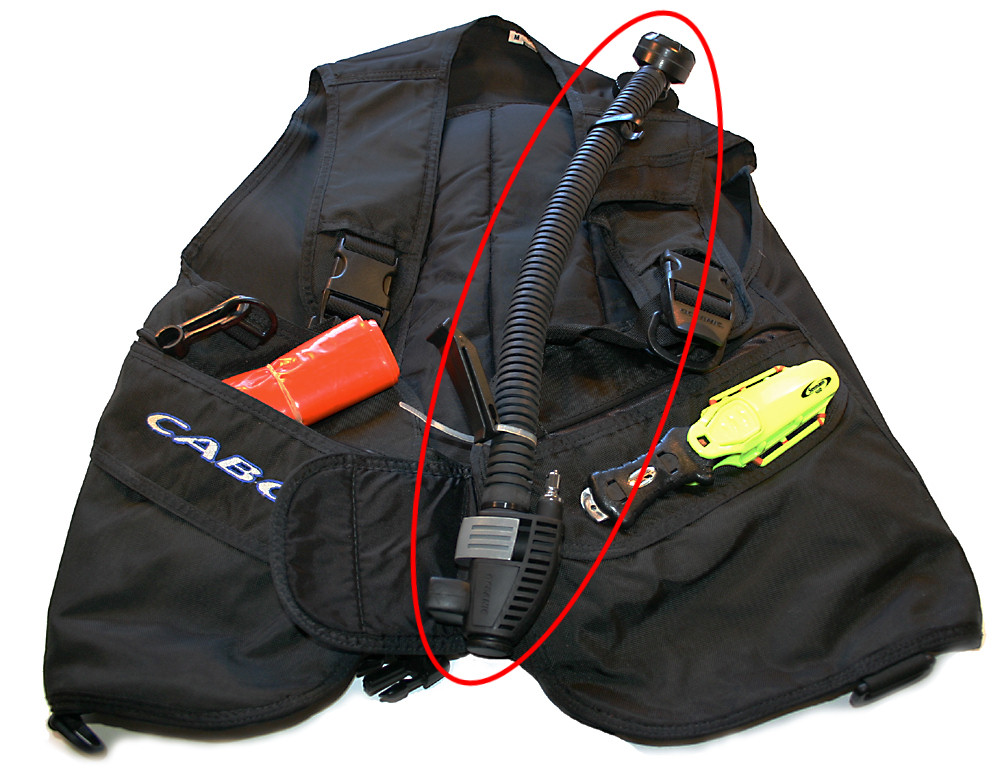
Il corrugato su un giubbotto ad assetto variabile (indicato nella selezione)

Per corrugato, in subacquea, si intende un tubo plastico o di gomma flessibile, che collega, tramite l'uso di una frusta apposita, un'uscita a bassa pressione della rubinetteria della bombola al giubbotto ad assetto variabile.

## Caratteristiche
Il corrugato è dotato di un'apposita pulsantiera tramite la quale il subacqueo può controllare l'afflusso e il deflusso dell'aria (o di un'altra miscela di gas respirabile) all'interno del sacco del GAV, in modo così da controllare l'assetto quando immerso in acqua.
Uno dei due pulsanti consentirà, tramite una valvola o un pistone, l'insufflazione dell'aria dalla bombola al sacco, mentre l'altro la fuoriuscita dell'aria dal corrugato. Per quest'ultima operazione è necessario che il subacqueo porti il corrugato in una posizione più alta rispetto a quella del sacco, in modo da consentire il deflusso dell'aria.
L'estremità del corrugato è dotata di un'imboccatura, molto simile a quella riscontrabile in uno snorkel o in un erogatore, per il gonfiaggio di emergenza a bocca nel caso di malfunzionamento della pulsantiera, e che viene utilizzata anche come punto di fuoriuscita dell'aria durante lo sgonfiaggio.
Precisiamo infine che nel vecchio erogatore monostadio vi erano due tubi corrugati, uno di mandata e l'altro di scarico dell'aria respirata dal sub.